# Amy Morrison
Amy Louise Morrison II, född den 18 juli 1984, är en nyzeeländsk skådespelare.
Den första filmen hon var med i hette Jack Be Nimble (1993), där hon spelade en yngre syster.
Hon har också varit med i ett antal TV-serier, bland andra The Tribe (säsong 1). Där spelade hon Lex fru Zandra, det slutar med att Zandra, som bär Lex barn, dör i en explosion i första avsnittet av säsong 2 (fast man ser inte Morrisson under första avsnittet av säsong 2) och Xena: Warrior Princess i en episod, Maternal Instincts, där hon spelade Hope. Hon sökte egentligen rollen som Ebony men fick rollen som Zandra.

## Filmografi
- Jack Be Nimble (1993) som en yngre syster
- Hercules: The Legendary Journeys - Hercules and the Circle of Fire (1994) TV, som "ett fruset barn"
- Every Woman's Dream (1996) som Samantha TV, när hon var 10 år
- Xena: Warrior Princess - Maternal Instincts (1999) TV, som Hope
- A Twist in the Tale - Jessica's Diary (1999) TV, som Jessica
- The Tribe säsong 1 (1999) TV, som Zandra
- Jack of All Trades - The People's Dragoon (2000)TV, som Annie